# تشارلز نيلسون
تشارلز نيلسون (بالإنجليزية: Charles Nelson)‏ (14 أبريل 1933 - ) هو لاعب كرة طائرة الولايات المتحدة. شارك في الألعاب الأولمبية الصيفية 1964.

## وصلات خارجية
- تشارلز نيلسون على موقع أوليمبيديا (الإنجليزية)